# George Galbraith
George Galbraith (Pembroke, 16 dicembre 1955) è un ex hockeista su ghiaccio e allenatore di hockey su ghiaccio canadese naturalizzato danese.

## Biografia
Nato a Pembroke e cresciuto a Petawawa, studiò alla Clarkson University grazie ad una borsa di studio per l'hockey.
Per la sua intera carriera da professionista (dal 1977-1978 al 1996-1997, cui si aggiungono quattro incontri disputati nella stagione 2000-2001) ha vestito un'unica maglia, quella dei danesi del Vojens IK, con cui ha vinto per tre volte la Metal Ligaen (1978-1979, 1979-1980 e 1981-1982).
È diventato cittadino danese nel 1982, e ha disputato due edizioni del mondiale con la nuova nazionale (1986 e 1994).
Anche i suoi figli sono giocatori professionisti: Patrick Galbraith è un portiere come il padre, mentre Daniel Galbraith è un difensore.